# Tantã (prato)

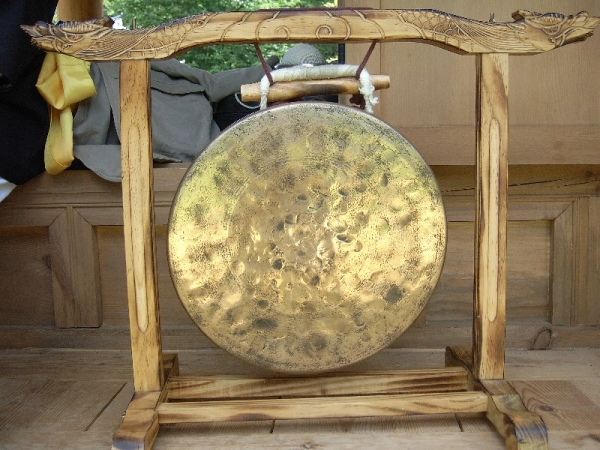
Um tantã.

O tantã (também escrito “tam-tam”) é um instrumento musical, mais precisamente um idiofone percutido.
O tantã é um prato de grandes dimensões e de maior peso. Fabricado geralmente em bronze, em ligas de cobre e estanho, ou outras ligas, tem quase sempre um formato circular, sendo levemente convexo e com os bordos revirados para o interior. O seu diâmetro varia de 50 a 108 cm. Como não tem nenhuma protuberância saliente no centro (ao contrário do gongo), o tantã produz uma série de harmónicos que fazem com que tenha uma altura indefinida. Esse caráter é reforçado pelo fato de a sua superfície não ser lisa, mas sim martelada.
Pode ser tocado com uma série de martelos, macetas ou baquetas, mas os mais frequentemente usados têm a extremidade forrada a feltro ou a coiro. O tantã encontra-se suspenso em armação própria, por duas cordas, pelo se bordo revirado.
Originário da Sudeste da Ásia, o tantã foi introduzido nas orquestras ocidentais nos fins do séc. XVIII. Alguns compositores usaram-no para obter um som “escuro e tenebroso”.
O tam-tam é usado com moderação na música chinesa, mas também na orquestra clássica de ópera e sinfonia: ou silenciosamente para produzir um som misterioso ou alto em clímax especial. No piano, seu som sombrio serve para apoiar passagens de caráter acima de tudo triste e misterioso, como no último movimento de Lied von der Erde, de Mahler, ou no quarto movimento da Symphony Pathétique de Tchaikovsky. O som retumbante da música surrada do forte abafa toda a orquestra e marca clímax solene, porém horripilante, em peças sérias (por exemplo, "Weltenbrand" no final da ópera Götterdämmerung de Wagner). No centro de Mikrophonie I (1965), de Karlheinz Stockhausen, há uma grande fanfarra, gravada por dois músicos e digitalizada por outros quatro com microfones e trocada eletronicamente eletronicamente.